# Philodromus cayanus
Philodromus cayanus es una especie de araña cangrejo del género Philodromus, familia Philodromidae. Fue descrita científicamente por Taczanowski en 1872.

## Distribución
Esta especie se encuentra en Guayana Francesa.